# Slavonski sabor
Slavonski sabor (lat. Congregacio Regni tocius Sclavonie generalis, "Opći sabor čitave kraljevine Slavonije") je bilo predstavničko tijelo Kraljevine Slavonije. Kraljevstvo Slavonije (Regnum Sclavoniae), pojam je prvi put upotrijebljen u 13. stoljeću. Isprva je podrazumijevao samoupravnu zajednicu županija, koja je krajem 15. stoljeća prerasla u Kraljevinu Slavoniju. U njezinu su se sastavu nalazile Zagrebačka, Varaždinska Križevačka i Virovitička županija. Vlast hrvatsko-ugarskog kralja bila je jače izražena u srednjovjekovnoj Slavoniji nego u srednjovjekovnoj Hrvatskoj i Dalmaciji, krajevima južno od Gvozda. 

## Uvod
Tijekom 13. stoljeća, u Slavoniji se sabor postupno oblikovao kao plemićko tijelo koje je jedinstveno nastupalo prema vladaru, premda s ograničenim mogućnostima odlučivanja. Na prostoru srednjovjekovne Hrvatske dominirao je feudalni partikularizam s (uglavnom) neznatnom vlašću vladara, pa se plemstvo nije trebalo institucionalno povezivati. Zato je sabor toga plemstva, hrvatsko-dalmatinski sabor, u 14. stoljeću održan samo dva puta i nije izrastao u pravu instituciju vlasti. Postupni razvoj staleža od polovice 15. stoljeća vodio je transformaciji dvaju sabora u ustanove slavonskoga i hrvatskog plemstva, koje su odlučivale u državnim poslovima. Zbog zajedničkih interesa u obrani od Osmanlija i skučenoga državnog teritorija, 1533. godine slavonsko i hrvatsko plemstvo prvi je put zasjedalo zajedno, a nakon 1558. godine više se nije sastajalo zasebno. Tako je nastao jedinstveni Hrvatski sabor.

## Prvi slavonski sabor 1273.
Povijesni se korijeni Hrvatskoga sabora kao institucije razmjerno redovita djelovanja i određenih ovlasti u državnim poslovima mogu naći u 13 stoljeću u srednjovjekovnoj Slavoniji (prostor sjeverno od Gvozda), iako su se i u ranijim razdobljima hrvatske patrimonijalne države javljale skupštine na kojima se raspravljalo o najvažnijim pitanjima zajednice, objavljivale se vladarove naredbe ili se na njima obavljala krunidba kralja.
Prvi poznati sabor sjeverno od Gvozda (Petrova gora) poznat kao slavonski sabor održan je u Zagrebu 20. travnja 1273. godine za banovanja Matije Čaka Trenčinskoga. Na njemu su plemići i slobodni vojnici (jobogioni) sastavili i dali banu na potvrdu prava kraljevstva i banovine u 33 članka. U tom prvom cjelovitom sačuvanom saborskom zapisniku utvrđen je i latinski naziv sabora: Opći sabor čitave kraljevine Slavonije (Congregacio Regni tocius Sclavonie generalis), a njegove se odluke nazivaju statuta et constituciones, odredbe sa zakonskom snagom. Njih svojim pečatom potkrepljuje ban i tako dobivaju snagu sveudiljne čvrstoće. Na tom saboru su sudjelovali predstavnici Zagrebačke, Varaždinske, Križevačke i Virovitičke županije.
Na tome saboru plemstvo je, prije svega, željelo učvrstiti sudski postupak i tako zajamčiti obranu vlasništva zemlje koju je steklo patrimonijalnim pravom. Stoga je najveći broj odredaba o nadležnosti i postupku sudovanja. Odredbom da baština onoga koji umre bez nasljednika ostane u njegovu rodu, potvrđeno je drevno pravo plemenite baštine nazočno na cijelome hrvatskom prostoru. Utvrđeno je, nadalje, da plemići imaju obvezu stati u obranu zemlje ako je neprijatelj napadne, ali im je ostavljeno na volju da sami izaberu velikaša pod čijim će barjakom ratovati. Utvrđene su također i određene porezne obveze (zalaznina i marturina). Tijekom 13. stoljeća, sabor se postupno oblikovao kao plemićko tijelo koje je jedinstveno nastupalo prema vladaru, premda s ograničenim mogućnostima odlučivanja. Sabor se sastajao povremeno, po potrebi, i na različitim mjestima (Križevci, Steničnjak i dr.).

## Krvavi sabor križevački 1397.
Nezadovoljni vladanjem hrvatsko-ugarskog kralja Žigmunda kao i činjenicom da je doživio poraz od turske vojske te se nije znalo je li uopće živ, hrvatski narod 1396. godine za novog kralja izabire napuljskog kralja Ladislava. Time se stvara hrvatska liga, koju predvodi ban Stjepan Lacković. Kralj Žigmund je, međutim, preživio bitku s Turcima i želio pomirbu s hrvatskim velikašima. U tu svrhu saziva sabor u Križevcima 27. veljače 1397. godine, najvjerojatnije u crkvi Svetog križa. Ban Lacković odazvao se pozivu pa je, jer je uživao kraljevu zaštitu, s plemićima ostavio oružje ispred mjesta održavanja sabora, a vojsku izvan grada. Uslijedila je burna rasprava tijekom koje je ban Lacković optužen za izdaju u posljednjoj bitci s Turcima.
Uslijedio je krvavi epilog u kojem su kraljevi vazali pobijedili bana Lackovića i hrvatsko plemstvo. Na vijest o pogibiji bana i plemića hrvatska vojska pohitala je u Križevce i započela je bitka sa Žigmundovim pristašama. Žigmund, međutim, uspijeva pobjeći u Ugarsku, a sve posjede bana Lackovića daruje svojim podanicima. Vijest o zbivanjima na saboru u Križevcima odjeknula je hrvatskim zemljama, a i danas se taj događaj naziva krvavi križevački sabor, koji je ovjekovječio i Oton Iveković freskom u križevačkoj crkvi Svetog križa.

## Sabor u Zdencima 1478.
Postupni razvoj staleža od polovice 15. stoljeća vodio je transformaciji sabora u ustanovu slavonskoga, koja je suodlučivala u državnim poslovima. Dolaskom Turaka na hrvatske granice nakon pada Bosne 1463. godine, njihovim stalnim pljačkaškim pohodima, ugroženost Slavonije rasla je iz dana u dan. Iz tog razloga hrvatsko-ugarski kralj Matijaš Korvin je 1472. priznao Slavoniji pravo da, radi jačanja vlastite obrane, ne plaća puni ratni porez nego samo polovicu.
Radi daljnjih obrambenih potreba Slavonije, kralj Matijaš Korvin je 18. listopada 1477. godine naložio da se zakaže održavanje slavonskog sabora. U tom nalogu, upućenom staležima Kraljevine Slavonije (Regnum Sclavoniae), poručio je da se na poziv bana Ladislava Egervaryja sakupe na saboru, dogovore o mjerama za obranu i izaberu svoga kapetana koji će surađivati s banom kod obrane zemlje. Ban Egervary je sazvao taj sabor za 20. siječnja 1478. godine u Zdencima. Bio je to vrlo važan sabor jer su njegovi sudionici donijeli prvi poznati zakon o insurekciji (općem oružanom ustanku) u Slavoniji radi obrane od Turaka. Zbog ratnog stanja slavonski sabori su sazivani još mnogo puta u Bihaću, Zagrebu, Križevcima i Čazmi. U odredbama zakona, donesenog u Zdencima, određeno je:
Tko ima 25 kmetova, treba dati jednog konjanika i jednog pješaka. Konjanik mora biti opremljen štitom, kopljem, tobolcem, lukom te dugim ili kratkim mačem. Pješak mora imati štit, tobolac, luk, dugi ili kratki mač ili kratku sulicu. Kad se proglasi ratno stanje, svaki će velikaš i plemić poći osobno u boj. Crkveni dostojanstvenici izuzeti su od obveze osobnog sudjelovanja u ratu. U boj nisu dužni ići ni starci, dječaci, sirote i slabići, kao ni oni koji su vezani zavjetom da se neće u dvoboju boriti, i to dotle dok im taj zavjet traje. Oružani otpor imade se voditi samo do Save, a ne dalje kako je to običaj kod vojevanja na Turke. Na banov proglas ratnog stanja svatko se treba staviti na zapovijed k svome vođi županije. I plemići jednoselci moraju osobno vojevati. Onima koji se ne odazovu bit će zaplijenjeni posjedi sve dotad dok im kralj ne oprosti. Budući da plemići nisu mogli osigurati kapetanu doličnu plaću i raspoložbu, tada nije izabran kapetan pa je ban, kao glavni vojskovođa, ostao do daljnjega bez toga pomoćnika.

## Protuhabsburški sabor 1527.
Na prostoru srednjovjekovne Hrvatske (Kraljevina Hrvatska i Dalmacija, južno od Gvozda) dominirao je feudalni partikularizam s uglavnom neznatnom vlašću vladara, pa se plemstvo nije trebalo institucionalno povezivati. Stoga je sabor toga plemstva, Hrvatsko-dalmatinski sabor, u 14. stoljeću održan samo dva puta i nije izrastao u pravu instituciju vlasti. Tijekom kasnoga srednjeg vijeka postojala su tako dva sabora, hrvatski i slavonski. Dva sabora su uglavnom funkcionirala odvojeno. Slavonski sabor je 1515. godine odbio pomoć banu Petru Berislaviću za obranu prostora južno od Velebita uz obrazloženje da su slavonski staleži po starom običaju dužni braniti samo svoju kraljevinu, dakle Slavoniju, ali ne i Hrvatsku. Takav odnos je u potpunosti kuliminirao početkom 1527. godine.
Smrt ugarsko-hrvatskog kralja Ludovika II. i teški vojni poraz na Mohačkom polju 1526. godine nametali su politici hrvatskog i ugarskog plemstva tri važna zadatka: izbor novoga kralja, okupljanje snaga i nastavak borbe protiv Turaka. Veći dio hrvatskog plemstva smatrao je da je potrebno povezivanje s Austrijom zbog djelotvornije obrane od Turaka i stoga su odlučili da austrijskog nadvojvodu Ferdinanda I. Habsburga izaberu za kralja. Slavonski su staleži stoga na svom saboru 23. rujna 1526. godine u Koprivnici zaključili poslati mu izaslanstvo te je 10. studenoga 1526. godine sklopljen ugovor između nadvojvode Ferdinanda i kneza Krste Frankopana o Ferdinandovu pristajanju da brani hrvatske prostore i prizna postojeće povlastice hrvatskoga plemstva.
Hrvatsko je plemstvo na Cetinskom saboru, 31. prosinca 1526. godine i 1. siječnja 1527. godine u Cetingradu, nakon pogibije Ludovika II. Jagelovića na Mohačkom polju 29. kolovoza 1526. godine za hrvatskoga kralja izabralo austrijskoj nadvojvodu Ferdinand Habsburški. Ferdinand je obećao poštovati i štititi postojeća prava i povlastice Hrvatskoga Kraljevstva, obvezao se o svojem trošku uzdržavati 1.000 konjanika i 200 pješaka i održavati hrvatske protuturske utvrde. 
Nasuprot odlukama Cetinskog sabora, Slavonski je sabor u Dubravi kraj Vrbovca izabrao za kralja 6. siječnja 1527. godine Ivana Zapolju, nakon čega je uslijedilo razdoblje građanskog rata, koji je u velikoj mjeri oslabio vojno-obrambenu snagu Hrvatskoga Kraljevstva te Turcima olakšao prodiranje i donio nove osvajačke uspjehe.

## Jedinstveni Sabor od 1558.
Stalno smanjenje hrvatskog kraljevstva, kao rezultat turskih osvajanja u 16. stoljeću, uvjetovalo je spajanje slavonskog i hrvatskog sabora u jedinstveni staleški sabor. Zbog zajedničkih interesa u obrani od Osmanlija i skučenoga državnog teritorija, 1533. godine slavonsko i hrvatsko plemstvo prvi je put zasjedalo zajedno, a nakon 1558. godine više se nije sastajalo zasebno. Prvo zasjedanje jedinstvenoga hrvatskog i slavonskog sabora održano u Zagrebu 1. rujna 1558. godine.
Pod pritiskom osmanske opasnosti, sabor se okupljao češće. Za sabor su se u tom razdoblju rabili latinski nazivi diaeta, congressus, congregatio generalis, conventus Regni, a na hrvatskome spravišće i stanak. Neko je vrijeme prevladavao naziv status et ordines Regni (staleži i redovi Kraljevstva), kojim su bili obuhvaćeni svi koji su imali pravo na mjesto i glas u saboru, a od 1681. godine i Congregatio Regnorum Croatie, Dalmatiae et Slavoniae (Sabor Kraljevstava Hrvatske, Dalmacije i Slavonije). 
Unatoč činjenici da je Dalmacija još mnogo vremena bila pod vlašću Mlečana, njezinim uključenjem u naziv Sabora pokazalo se da je hrvatsko kraljevstvo obuhvaćalo i Dalmaciju, Hrvatsku i Slavoniju kao tri neodvojive, ali samostalne jedinice hrvatskog kraljevstva.

## Poveznice
- Krvavi sabor križevački
- Hrvatsko-dalmatinski sabor
- Hrvatsko-slavonsko-dalmatinski sabor
- Hrvatska u personalnoj uniji s Ugarskom
- Kraljevina Hrvatska pod Habsburzima